# RatPac-Dune Entertainment
RatPac-Dune Entertainment, o semplicemente RatPac Entertainment, era un'azienda statunitense fondata nel 2013 da Steven Mnuchin, che si occupava di finanziare i film Warner Bros.
È il risultato della fusione tra la società mista RatPac Entertainment di Packer e Ratner e la casa di produzione cinematografica Dune Entertainment (fondata nel 2006 da Mnuchin), avvenuta in seguito alla rottura tra quest'ultima e 20th Century Fox (per cui Dune aveva finanziato film a partire dal 2006), fatto che ha portato Dune a scegliere un accordo con la Warner, sostituendo Legendary Pictures come principale finanziatrice e co-produttrice dei film Warner Bros.

## Filmografia (come Dune Entertainment, Dune Entertainment LLC o Dune Entertainment III LLC)

### Co-prodotto con 20th Century Fox, Fox Searchlight Pictures, Fox Atomic o Fox 2000 Pictures
- Le colline hanno gli occhi (Hills Have Eyes), regia di Alexandre Aja (2006)
- X-Men - Conflitto finale (X-Men: The Last Stand), regia di Brett Ratner (2006) - con Marvel Entertainment e Donners' Company
- The Sentinel - Il traditore al tuo fianco (The Sentinel), regia di Clark Johnson (2006) - con Regency Enterprises
- Garfield 2 (Garfield: A Tail of Two Kitties), regia di Tim Hill (2006) - con Davis Entertainment and Ingenious Film Partners
- Il diavolo veste Prada (The Devil Wears Prada), regia di David Frenkel (2006)
- Il mio ragazzo è un bastardo (John Tucker Must Die), regia di Betty Thomas (2006) - con Tall Trees
- Borat - Studio culturale sull'America a beneficio della gloriosa nazione del Kazakistan (Borat), regia di Larry Charles (2006)
- Eragon, regia di Stefen Fangmeier (2006)
- Una notte al museo (Night at the Museum), regia di Shawn Levy (2006) - con 21 Laps Entertainment e 1492 Pictures
- Pathfinder - La leggenda del guerriero vichingo (Pathfinder), regia di Marcus Nispel (2007)
- Le colline hanno gli occhi 2 (The Hills Have Eyes 2), regia di Martin Weisz (2007)
- Die Hard - Vivere o morire (Live Free or Die Hard), regia di Len Wiseman (2007)
- I Fantastici 4 e Silver Surfer (Fantastic Four: Rise of the Silver Surfer), regia di Tim Story (2007) - con Marvel Studios, Constantin Film e 1492 Pictures
- 28 settimane dopo (20 Weeks Later), regia di Juan Carlos Fresnadillo (2007)
- Il treno per il Darjeeling (The Darjeeling Limited), regia di Wes Anderson (2007)
- Il risveglio delle tenebre (The Seeker: The Dark Is Rising), regia di David L. Cunningham (2007) - con Walden Media
- Hitman - L'assassino (Hitman), regia di Xavier Gens (2007)
- Alvin Superstar, regia di Tim Hill (2007) - con Regency Enterprises e Bagdasarian Productions
- Aliens vs. Predator 2, regia dei fratelli Strause (2007) - con Davis Entertainment e Brandywine Productions
- Soffocare (Choke), regia di Clark Gregg (2008)
- 27 volte in bianco (Dresses), regia di Anne Fletcher (2008) - con Spyglass Entertainment
- Jumper - Senza confini (Jumper), regia di Doug Liman (2008) - con Regency Enterprises
- La notte non aspetta (Street Kings), regia di David Ayer (2008) - con Regency Enterprises e 3 Arts Entertainment
- Notte brava a Las Vegas (What Happens in Vegas), regia di Tom Vaughan (2008) - con Regency Enterprises, 21 Laps Entertainment e Mosaic Media Group
- Piacere Dave (Meet Dave), regia di Brian Robbins (2008) - con Regency Enterprises, Friendly Films, Deep River Productions e Walks Into a Bar Productions
- E venne il giorno (The Happening), regia di M. Night shyamalan (2008) - con UTV Motion Pictures e Spyglass Entertainment
- X-Files - Voglio crederci (The X-Files: I Want to Believe), regia di Chris Carter (2008)
- Babylon A.D., regia di Mathieu Kassovitz (2008)
- La vita segreta delle api (The Secret Life of Bees), regia di Gina Prince-Bythewood (2008) - con Overbrook Entertainment e The Donners' Company
- Max Payne, regia di John Moore (2008)
- Australia, regia di Baz Luhrmann (2008)
- The Rocker - Il batterista nudo (The Rocker), regia di Peter Cattaneo (2008) - con 21 Laps Entertainment
- Ultimatum alla Terra (The Day the Earth Stood Still), regia di Scott Derrickson (2008)
- Io & Marley (Marley & Me), regia di David Frenkel (2008) - con Regency Enterprises e Sunswept Enetertainment
- Bride Wars - La mia migliore nemica (Bride Wars), regia di Gary Winick (2009) - con Regency Enterprises, New Regency, Birdie e Riche Ludwig
- Dragonball Evolution, regia di James Wong (2009)
- X-Men le origini - Wolverine (X-Men Origins: Wolverine), regia di Gavin Hood (2009) - con Marvel Entertainment, The Donners' Company e Seed Productions
- Una notte al museo 2 - La fuga (Night at the Museum: Battle of the Smithsonian), regia di Shawn Levy (2009) - con 21 Laps Entertainment e 1492 Pictures
- Alieni in soffitta (Aliens in the Attic), regia di John Shultz (2009) - con Regency Enterprises e Josephson Entertainment
- Laureata... e adesso? (Post Grad), regia di Vicky Jenson (2009) - con Fox Atomic e The Montecito Picture Company
- Una notte con Beth Cooper (I Love You, Beth Cooper), regia di Chris Columbus (2009) - con 1492 Pictures
- A proposito di Steve (All About Steve), regia di Phil Traill (2009) - con Radar Pictures e Fortis Films
- Whip It, regia di Drew Barrimore (2009) - con Flower Films
- Jennifer's Body, regia di Karyn Kusama (2009)
- New York, regia di Kabir Khan (2009) - con YRF Entertainment
- Amelia, regia di Mira Nair (2009)
- Crazy Heart, regia di Scott Cooper (2009)
- Fantastic Mr. Fox, regia di Wes Anderson (2009) - con Indian Paintbrush e Regency Enterprises
- Avatar, regia di James Cameron (2009) - con Lightstorm Entertainment
- Alvin Superstar 2 (Alvin and the Chipmunks: The Squeakquel), regia di Betty Thomas (2009) - con Regency Enterprises e Bagdasarian Productions
- L'acchiappadenti (Tooth Fairy), regia di Michael Lembeck (2010) - con Walden Media, Blumhouse e Mayhem Pictures
- Percy Jackson e gli dei dell'Olimpo - Il ladro di fulmini (Percy Jackson & the Olympians: The Lightning Thief), regia di Chris Columbus (2010) - con 1492 Pictures e Sunswept Entertainment
- Il mio nome è Khan (My Name is Khan), regia di Karan Johar (2010) - con Image Nation Abu Dhabi
- Matrimonio in famiglia (Our Family Wedding), regia di Rick Famuyiwa (2010)
- Diario di una schiappa (Diary of a Wimpy Kid), regia di Thor Freudenthal (2010) - con Color Force
- Notte folle a Manhattan (Date Night), regia di Shawn Levy (2010) - con 21 Laps Entertainment
- Rimbalzi d'amore (Just Wright), regia di Sanaa Hamri (2010)
- Sansone (Marmaduke), regia di Tom Dey (2010) - con Regency Enterprises e Davis Entertainment
- Cyrus, regia di Jay e Mark Duplass (2010) - con Scott Free Productions
- A-Team, regia di Joe Carnahan (2010) - con Scott Free Productions, Top Cow Productions e Stephen J. Cannell
- Innocenti bugie (Knight and Day), regia di James Mangold (2010) - con Regency Enterprises e Pink Machine
- Ramona e Beezus (Ramona and Beezus), regia di Elizabeth Allen (2010) - con Walden Media
- Predators, regia di Robert Rodriguez (2010) - con Troublemaker Studios e Davis Entertainment
- Wall Street - Il denaro non dorme mai (Wall Street: Money Never Sleeps), regia di Oliver Stone (2010)
- Amore & altri rimedi (Love and Other Drugs), regia di Edward Zwick (2010) - con Regency Enterprises, New Regency, Stuber Pictures e Bedford Falls Productions
- Machete, regia di Robert Rodriguez (2010) - con Troublemaker Studios
- 127 ore (127 Hours), regia di Danny Boyle (2010) - con Everest Entertainment
- Il cigno nero (Black Swan), regia di Daniel Aronofsky (2010) - con Cross Creek Pictures e Phoenix Pictures
- Unstoppable - Fuori controllo (Unstoppable), regia di Tony Scott (2010) - con Scott Free Productions
- Le cronache di Narnia - Il viaggio del veliero (The Chronicles of Narnia: The Voyage of the Dawn Treader), regia di Michael Apted (2010) - con Walden Media
- I fantastici viaggi di Gulliver (Gulliver's Travels), regia di Rob Letterman (2010) - con Davis Entertainment
- Big Mama - Tale padre, tale figlio (Big Mommas: Like Father, Like Son), regia di John Whitesell (2011) - con Regency Enterprises
- Diario di una schiappa 2 - La legge dei più grandi (Diary of a Wimpy Kid: Rodrick Rules), regia di David Bowers (2011) - con Color Force
- Come l'acqua per gli elefanti (Water for Elephants), regia di Francis Lawrence (2011)
- X-Men - L'inizio (X-Men: First Class), regia di Matthew Vaughn (2011) - con Marvel Entertainment, Bad Hat Harry e The Donners' Company
- I pinguini di Mr. Popper (Mr. Popper's Penguins), regia di Mark Waters (2011) - con Davis Entertainment
- Monte Carlo, regia di Thomas Bezucha (2011) - con Regency Enterprises e DiNovi Pictures
- L'alba del pianeta delle scimmie (Rise of the Planet of the Apes), regia di Rupert Wyatt (2011) - con Chernin Entertainment
- Un anno da leoni (The Big Year), regia di David Frenkel (2011) - con Red Hour Films, Sunswept Entertainment e Deuce Three
- Lo spaventapassere (The Sitter), regia di David Gordon Green (2011)
- Alvin Superstar 3 - Si salvi chi può! (Alvin and the Chipmunks: Chipwrecked), regia di Mike Mitchell (2011) - con Regency Enterprises e Bagdasarian Productions
- In Time, regia di Andrew Niccol (2011) - con Regency Enterprises e Strike Entertainment
- La mia vita è uno zoo (We Bought a Zoo), regia di Cameron Crowe (2011) - con Vinyl Films e LBI Entertainment
- Chronicle, regia di Josh Trank (2012) - con Davis Entertainment
- Una spia non basta (This Means War), regia di McG (2012) - con Overbrook Entertainment
- I tre marmittoni (The Three Stooges), regia di Peter e Bobby Farrelly (2012) - con Conundrum Entertainment
- Prometheus, regia di Ridley Scott (2012) - con Scott Free Productions
- La leggenda del cacciatore di vampiri (Abraham Lincoln: Vampire Hunter), regia di Timur Bekmambetov (2012)

## Filmografia (come RatPac-Dune Entertainment o RatPac Entertainment)

### Co-prodotto con Warner Bros. Pictures

#### Cinema
- Gravity, regia di Alfonso Cuarón (2013) - con Heyday Films, non accreditata[6]
- Il grande match (Grudge Match), regia di Peter Segal (2013) - con Gerber Pictures
- The LEGO Movie, regia di Phil Lord e Christopher Miller (2014) - con Village Roadshow Pictures
- Storia d'inverno (Winter's Tale), regia di Akiva Goldsman (2014) - con Village Roadshow Pictures e Weed Road Pictures
- Godzilla (2014), regia di Gareth Edwards - con Legendary Pictures
- Insieme per forza (Blended), regia di Frank Coraci (2014) - con Happy Madison Productions e Flower Films
- Edge of Tomorrow - Senza domani (Edge of Tomorrow), regia di Doug Liman (2014) - con Village Roadshow Pictures
- Jersey Boys, regia di Clint Eastwood (2014) - con GK Films
- Tammy, regia di Ben Falcone (2014) - con New Line Cinema e Gary Sanchez Productions
- Into the Storm, regia di Steven Quale (2014) - con New Line Cinema e Village Roadshow Pictures
- This Is Where I Leave You, regia di Shawn Levy (2014)
- Annabelle, regia di John R. Leonetti (2014) - con New Line Cinema
- The Judge, regia di David Dobkin (2014) - con Village Roadshow Pictures
- Vizio di forma (Inherent Vice), regia di Paul Thomas Anderson (2014)
- Come ammazzare il capo 2 (Horrible Bosses 2), regia di Sean Anders (2014) - con New Line Cinema
- American Sniper, regia di Clint Eastwood (2014) - con Village Roadshow Pictures
- Jupiter - Il destino dell'universo (Jupiter Ascending), regia dei fratelli Wachowski (2015) - con Village Roadshow Pictures
- Focus - Niente è come sembra (Focus), regia di Glenn Ficarra e John Requa (2015) - con Overbrook Entertainment e Di Novi Pictures
- Run All Night - Una notte per sopravvivere (Run All Night), regia di Jaume Collet-Serra (2015)
- Duri si diventa (Get Hard), regia di Etan Cohen (2015) - con Gary Sanchez Productions
- The Water Diviner, regia di Russell Crowe (2015)
- Fuga in tacchi a spillo (Hot Pursuit), regia di Anne Fletcher (2015) - con New Line Cinema e Metro-Goldwyn-Mayer
- Mad Max: Fury Road, regia di George Miller (2015) - con Village Roadshow Pictures
- San Andreas, regia di Brad Peyton (2015) - con New Line Cinema e Village Roadshow Pictures
- Entourage, regia di Doug Ellin (2015) - con HBO
- Max, regia di Boaz Yakin (2015) - con Metro-Goldwyn-Mayer
- Magic Mike XXL, regia di Gregory Jacobs (2015)
- The Gallows - L'esecuzione (The Gallows), regia di Travis Cluff e Chris Lofing (2015) - con New Line Cinema e Blumhouse Productions
- Come ti rovino le vacanze (Vacation), regia di Jonathan Goldstein e John Francis Daley (2015) - con New Line Cinema
- Operazione U.N.C.L.E. (The Man from U.N.C.L.E.), regia di Guy Ritchie (2015)
- We Are Your Friends, regia di Max Joseph (2015)
- Black Mass - L'ultimo gangster (Black Mass), regia di Scott Cooper (2015) - con Cross Creek Pictures
- Lo stagista inaspettato (The Intern), regia di Nancy Meyers (2015)
- Pan - Viaggio sull'isola che non c'è (Pan), regia di Joe Wright (2015)
- All'ultimo voto (Our Brand Is Crisis), regia di David Gordon Green (2015)
- The 33, regia di Patricia Riggen (2015)
- Creed - Nato per combattere, regia di Ryan Coogler (2015)
- In the Heart of the Sea, regia di Ron Howard (2015) - con Village Roadshow Pictures, Roth Films e Imagine Entertainment
- Point Break, regia di Ericson Core (2015)
- The Accountant, regia di Gavin O' Connor (2016)
- Single ma non troppo (How to Be Single), regia di Christian Dittier (2016)
- Barbershop: The Next Cut, regia di Malcolm D. Lee (2016) - con New Line Cinema, Metro-Goldwyn-Mayer e CubeVision
- Midnight Special, regia di Jeff Nichols (2016)
- Batman v Superman: Dawn of Justice, regia di Zack Snyder (2016) - con DC Entertainment, Cruel and Unusual Films e Atlas Entertainment
- Keanu, regia di Peter Atencio (2016)
- The Nice Guys, regia di Shane Black (2016) - con Silver Pictures
- Io prima di te (Me Before You), regia di Thea Sharrock (2016)
- The Conjuring - Il caso Enfield (The Conjuring 2), regia di James Wan (2016)
- Una spia e mezzo (Central Intelligence), regia di Rawson Marshall Thurber (2016) - con New Line Cinema, Universal Pictures e Blue Grass Films
- The Legend of Tarzan, regia di David Yates (2016) - con Village Roadshow Pictures, Jerry Weintraub Productions e Dark Horse Entertainment
- Suicide Squad, regia di David Ayer (2016) - con DC Entertainment e Atlas Entertainment
- Animali fantastici e dove trovarli (Fantastic Beasts and Where to Find Them), regia di David Yates (2016) - con Heyday Films e Weed Road Pictures
- Sully, regia di Clint Eastwood (2016) - con Village Roadshow Pictures, The Kennedy/Marshall Company, FilmNation Entertainment, Flashlight Films e Malpaso Productions
- Trafficanti (War Dogs), regia di Todd Phillips (2016) - con Green Hat Films e The Mark Gordon Company
- Collateral Beauty, regia di David Frankel
- Wonder Woman, regia di Patty Jenkins (2017) - con DC Entertainment, Atlas Entertainment e Cruel and Unusual Films
- King Arthur - Il potere della spada (King Arthur: Legend of the Sword), regia di Guy Ritchie (2017) - con Village Roadshow Pictures e Weed Road Pictures
- Justice League, regia di Zack Snyder (2017) - con DC Entertainment, Atlas Entertainment e Cruel and Unusual Films

#### Televisione
- Rush Hour - serie TV (2016)

### Co-prodotto con Regency Enterprises
- Sotto il cielo delle Hawaii (Aloha), regia di Cameron Crowe (2015) - con Sony Pictures, Columbia Pictures, Lstar Capital e Vinyl Films
- Revenant - Redivivo (The Revenant), regia di Alejandro González Iñárritu (2015) - con New Regency, Appian Way, Anonymous Content e M Productions
- Assassin's Creed, regia di Justin Kurzel (2016) - con Ubisoft Motion Pictures, New Regency, DMC Film e The Kennedy/Marshall Company

### Co-prodotto con Sony Pictures
- Sotto il cielo delle Hawaii (Aloha), regia di Cameron Crowe (2015) - con Columbia Pictures, Regency Enterprises, Lstar Capital e Vinyl Films
- Truth - Il prezzo della verità (Truth), regia di James Vanderbilt (2015) - con Sony Pictures, Echo Lake Entertainment, Blue Lake Media Fund, Mythology Entertainment e Dirty Films

### Co-prodotto con RKO Pictures
- Barely Lethal - 16 anni e spia (Barely Lethal), regia di Kyle Newman (2015)